# Громки (Руднянский район)
Громки — село в Руднянском районе Волгоградской области, административный центр Громковского сельского поселения.
Население — 470 (2010)

## История
В Историко-географическом словаре Саратовской губернии, составленном в 1898—1902 годах, село Громки, Троицкое тож, значится как село Лопуховской волости Камышинского уезда Саратовской губернии. Основано в середине XVIII века. В 1772 году освящена церковь. В селе проживали бывшие государственные крестьяне, великороссы. В 1891 году земельный надел сельского общества составлял 8355 десятин, в том числе пашни — 6581 десятина, леса — 455 десятин. Главное занятие — хлебопашество. В 1874 году открыта сельская школа
С 1928 года — административный центр Громковкого сельсовета Руднянского района Камышинского округа (округ упразднён в 1930 году) Нижне-Волжского края (с 1935 года Сталинградского края, с 1936 года — Сталинградской области, с 1961 года — Волгоградской области)

## Физико-географическая характеристика
Село находится в лесостепи, в пределах возвышенности Медведицкие яры, являющейся частью Восточно-Европейской равнины, на правом берегу реки Медведицы. Рельеф местности холмисто-равнинный, развита овражно-балочная сеть. Почвы — чернозёмы южные. Высота центра населённого пункта — около 120 метров над уровнем моря. К западу от села высота местности постепенно повышается, достигая 240 и более метров над уровнем моря.
Автомобильной дорогой с твёрдым покрытием село Громки связано с расположенным севернее селом Лопуховка (8 км). Расстояние до областного центра города Волгограда составляет 280 км, до районного центра посёлка Рудня — 38 км.
Климат
Климат умеренный континентальный (согласно классификации климатов Кёппена — Dfa). Многолетняя норма осадков — 427 мм. Наибольшее количество осадков выпадает в июле — 50 мм, наименьшее в марте — 22 мм. Среднегодовая температура положительная и составляет + 6,5 °С, средняя температура самого холодного месяца января −9,9 °С, самого жаркого месяца июля +22,1 °С.
Часовой пояс
Громки, как и вся Волгоградская область, находится в часовой зоне МСК (московское время). Смещение применяемого времени относительно UTC составляет +3:00.

## Население
Динамика численности населения
| 1862 | 1886 | 1891 | 1894 | 1897 | 1911 | 1987 | 2002 |
| ---- | ---- | ---- | ---- | ---- | ---- | ---- | ---- |
| 2066 | 2303 | 2802 | 2762 | 2237 | 2550 | ≈530 | 594  |

| 2010 |
| ---- |
| 470  |